# 瓦伦丁·齐奥塞斯库
瓦伦丁·齐奥塞斯库（羅馬尼亞語：Valentin Ceauşescu；1948年2月17日—），罗马尼亚物理学者，是尼古拉·齐奥塞斯库和埃列娜·齐奥塞斯库的长子，1989年罗马尼亚革命时期与家人一起被捕。1990年8月被释放。